# Rotberg (Valley)
Der Rotberg ist ein bewaldeter Hügel bei Oberdarching, einem Gemeindeteil von Valley im Landkreis Miesbach. Er ist dem Fentberg im Taubenbergkamm nördlich vorgelagert.